# Harry Haffner

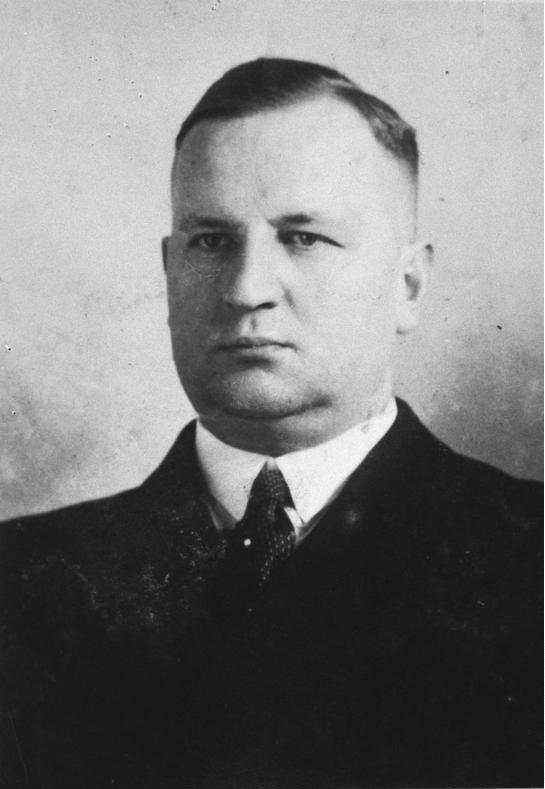
Harry Haffner, hacia 1937.

Harry Haffner (Ulsar, 28 de mayo de 1900 – Hornberg, 14 de octubre de 1969) fue un abogado alemán y el último juez del Tribunal popular del Tercer Reich, sucediendo a Roland Freisler.

## Biografía
Nació en Uslar (Baja Sajonia) se graduó en jurisprudencia en 1926; se unió al partido nazi en 1933, ascendiendo a jefe de gabinete de juristas del nacionalsocialismo. En 1934, fue fiscal en Celle; en 1936 ascendió a fiscal general en Kassel y en 1938, en Hamm. 
Desde el 1 de enero de 1944, Haffner fue fiscal general en Katowice cerca de Auschwitz, que visitó ese año. Sucedió al juez Roland Freisler como último presidente de la Corte del Pueblo (Volksgerichtshof), que había muerto durante un bombardeo aliado sobre Berlín; Fabian von Schlabrendorff, último encausado por Freisler antes de su muerte, fue absuelto. Permaneció en el cargo hasta el 24 de abril de 1945, dos semanas antes de la capitulación.
Desde 1946 usó el nombre Heinrich Hartmann en el pueblo de Sontra, manteniendo con su mujer una mercería. Pero en 1953 él mismo se presentó ante la Fiscalía y reveló su pasado; finalmente las investigaciones se suspendieron. Haffner murió en Hornberg, en 1969, a los 69 años.